# Avignon-lès-Saint-Claude
Avignon-lès-Saint-Claude è un comune francese di 359 abitanti situato nel dipartimento del Giura nella regione della Borgogna-Franca Contea.

## Società

### Evoluzione demografica
Abitanti censiti